# JTEKT Stings 2013-2014
Questa voce raccoglie le informazioni riguardanti i JTEKT Stings nella stagione 2013-2014.

## Stagione
I JTEKT Stings partecipano alla stagione 2013-14 senza alcuna denominazione sponsorizzata.
Si classificano all'ottavo e ultimo posto in V.Premier League, ottenendo la salvezza dopo lo spareggio retrocessione-promozione vinto contro i Tokyo Fort Fighters. Si spingono fino alla finale di Coppa dell'Imperatore, dove vengono sconfitti dai Toray Arrows, mentre al Torneo Kurowashiki vengono eliminati ai quarti di finale dai Sakai Blazers.

## Organigramma societario
Area direttiva
- Presidente: Tetsuji Okuda

Area tecnica
- Allenatore: Daiki Terashima
- Assistente allenatore: Shigeru Aoyama, Shinji Takahashi, Shohei Toyota

## Rosa
| N° | Nome               | Ruolo | Data di nascita   | Nazionalità sportiva |
| -- | ------------------ | ----- | ----------------- | -------------------- |
| 1  | Shirou Furuta      | S     | 29 gennaio 1988   | Giappone             |
| 2  | Akitomu Kanamaru   | C     | 4 marzo 1984      | Giappone             |
| 3  | Junya Abe          | S     | 25 luglio 1990    | Giappone             |
| 4  | Shinichi Seino     | O     | 23 maggio 1988    | Giappone             |
| 5  | Sho Kuboyama       | P     | 4 febbraio 1992   | Giappone             |
| 6  | Shinji Takahashi   | P     | 16 luglio 1980    | Giappone             |
| 7  | Kazuto Takahashi   | S     | 12 giugno 1984    | Giappone             |
| 8  | Ryosuke Matsuzaki  | C     | 25 aprile 1987    | Giappone             |
| 9  | Ryuta Honma        | L     | 17 ottobre 1991   | Giappone             |
| 10 | Kohsuke Matsubara  | S     | 4 luglio 1985     | Giappone             |
| 11 | Ryosuke Hakamaya   | S     | 1º novembre 1988  | Giappone             |
| 12 | Ryo Kohrogi        | L     | 14 agosto 1983    | Giappone             |
| 14 | Hiroaki Asano      | S     | 6 ottobre 1990    | Giappone             |
| 15 | Tomoaki Wakayama   | S     | 11 settembre 1982 | Giappone             |
| 16 | Shunichi Shimano   | P     | 5 gennaio 1981    | Giappone             |
| 17 | Masatoshi Tatsumi  | C     | 9 gennaio 1989    | Giappone             |
| 18 | Keysuke Ohya       | L     | 15 aprile 1989    | Giappone             |
| 19 | Fernando Hernández | O     | 11 settembre 1989 | Cuba                 |
| 20 | Yadier Sánchez     | O     | 8 gennaio 1987    | Cuba                 |

## Statistiche

### Statistiche di squadra
| Competizione          | Punti | In casa | In casa | In casa | In trasferta | In trasferta | In trasferta | Totale | Totale | Totale |
| Competizione          | Punti | G       | V       | P       | G            | V            | P            | G      | V      | P      |
| --------------------- | ----- | ------- | ------- | ------- | ------------ | ------------ | ------------ | ------ | ------ | ------ |
| V.Premier League      | 12    | ?       | ?       | ?       | ?            | ?            | ?            | 30     | 8      | 22     |
| Coppa dell'Imperatore | -     | -       | -       | -       | -            | -            | -            | 4      | 3      | 1      |
| Torneo Kurowashiki    | -     | -       | -       | -       | -            | -            | -            | 4      | 2      | 2      |
| Totale                | -     | ?       | ?       | ?       | ?            | ?            | ?            | 38     | 13     | 25     |

G = partite giocate; V = partite vinte; P = partite perse

### Statistiche dei giocatori
| Giocatore    | V.Premier League | V.Premier League | V.Premier League | V.Premier League | V.Premier League |
| Giocatore    | P                | PT               | AV               | MV               | BV               |
| ------------ | ---------------- | ---------------- | ---------------- | ---------------- | ---------------- |
| J. Abe       | 11               | 0                | 0                | 0                | 0                |
| H. Asano     | 30               | 310              | 282              | 23               | 5                |
| S. Furuta    | 14               | 18               | 14               | 3                | 1                |
| R. Hakamaya  | 30               | 171              | 130              | 25               | 16               |
| F. Hernández | -                | -                | -                | -                | -                |
| R. Honma     | 10               | 0                | 0                | 0                | 0                |
| A. Kanamaru  | 30               | 150              | 106              | 39               | 5                |
| R. Kohrogi   | 30               | 0                | 0                | 0                | 0                |
| S. Kuboyama  | 12               | 1                | 0                | 1                | 0                |
| K. Matsubara | 30               | 95               | 73               | 9                | 13               |
| R. Matsuzaki | 2                | 52               | 42               | 10               | 0                |
| K. Ohya      | 22               | 0                | 0                | 0                | 0                |
| Y. Sánchez   | 24               | 334              | 319              | 13               | 2                |
| S. Seino     | 30               | 207              | 180              | 5                | 22               |
| S. Shimano   | 21               | 0                | 0                | 0                | 0                |
| K. Takahashi | 30               | 362              | 273              | 43               | 46               |
| S. Takahashi | 27               | 38               | 8                | 19               | 11               |
| M. Tatsumi   | 11               | 17               | 12               | 3                | 2                |
| T. Wakayama  | 30               | 62               | 56               | 5                | 1                |

P = presenze; PT = punti totali; AV = attacchi vincenti; MV = muri vincenti; BV = battute vincenti

NB: Non sono disponibili i dati relativi alla Coppa dell'Imperatore, al Torneo Kurowashiki e di conseguenza quelli totali